# Souk El Trouk (Sfax)
Pour les articles homonymes, voir Souk El Trouk.
Le souk El Trouk (arabe : سوق الترك soit « souk des Turcs ») est l’un des souks de la médina de Sfax. 

## Localisation
Ce souk se situe sous les arcades occupant le centre de Nahj El Bey (actuelle rue Mongi-Slim), adossé au souk El Jomaa,.

## Étymologie
Le souk El Trouk doit son nom à une petite mosquée du XVIIIe siècle dédié aux fidèles hanéfites d’origine turque.

## Description
Selon un rapport de l’état-major français datant de la fin du XIXe siècle, il s’agit « d’un grand bazar comprenant des boutiques d’épiciers ou drapiers [avec] un grand café qui était le rendez-vous des nobles du pays ».